# San Zenón, Colombia
San Zenón är en ort i Colombia.   Den ligger i departementet Magdalena, i den norra delen av landet, 500 km norr om huvudstaden Bogotá. San Zenón ligger 15 meter över havet och antalet invånare är 6 520.
Terrängen runt San Zenón är mycket platt. Runt San Zenón är det ganska glesbefolkat, med 30 invånare per kvadratkilometer. Närmaste större samhälle är Mompós, 8,1 km öster om San Zenón. Trakten runt San Zenón består huvudsakligen av våtmarker.